# Doumer Hill
Der Doumer Hill (in Argentinien Monte Lopez) ist ein 515 m (nach den Angaben des UK Antarctic Place-Names Committee 510 m) hoher und verschneiter Hügel auf der Doumer-Insel im Palmer-Archipel vor der Westküste der Antarktischen Halbinsel.
Teilnehmer der Vierten Französischen Antarktisexpedition unter der Leitung des Polarforschers Jean-Baptiste Charcot kartierten ihn. Das UK Antarctic Place-Names Committee benannte ihn 1958 in Anlehnung an die Benennung der gleichnamigen Insel, die nach dem französischen Politiker Paul Doumer (1857–1932) benannt ist. Namensgeber der argentinischen Benennung ist vermutlich ein Teilnehmer einer von 1956 bis 1957 durchgeführten argentinischen Antarktisexpedition.